# 자포로자 코자크
자포로자 코자크(우크라이나어: Запорозькі козаки 자포로즈키 코자키[*], 러시아어: Войско Запорожское 보이스코 자포로시스코예[*])는 드네프르강 주변 자포로자 지역을 거점으로 활동하던 카자크 군대이다.

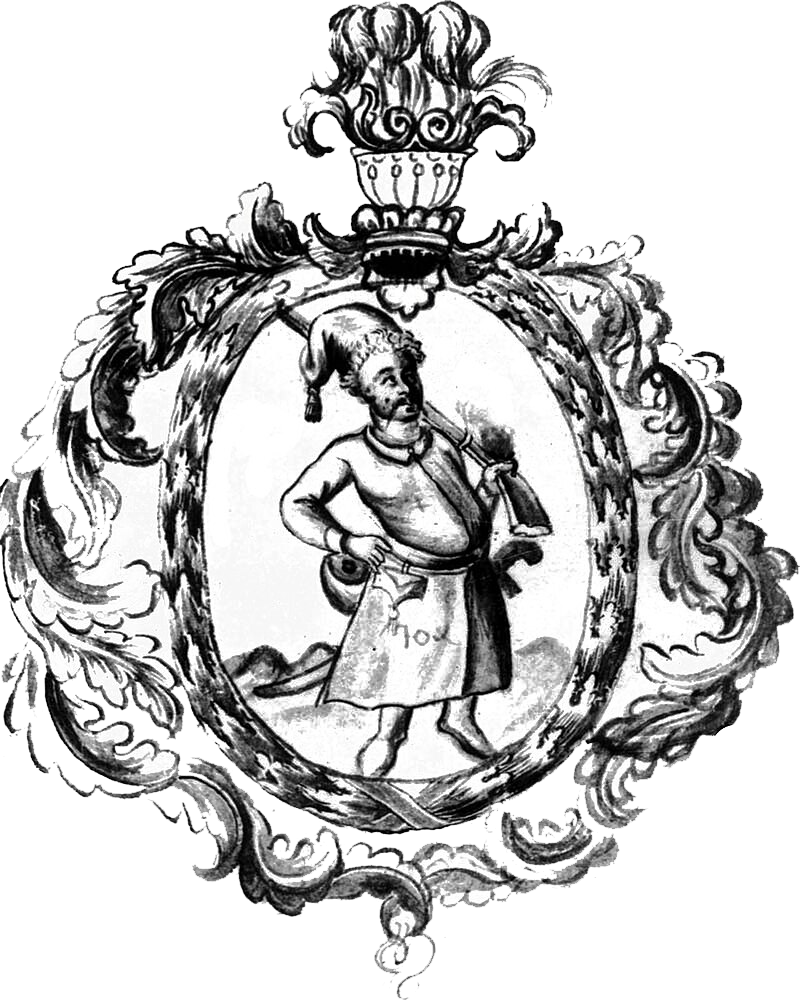
우크라이나 코사크의 문장

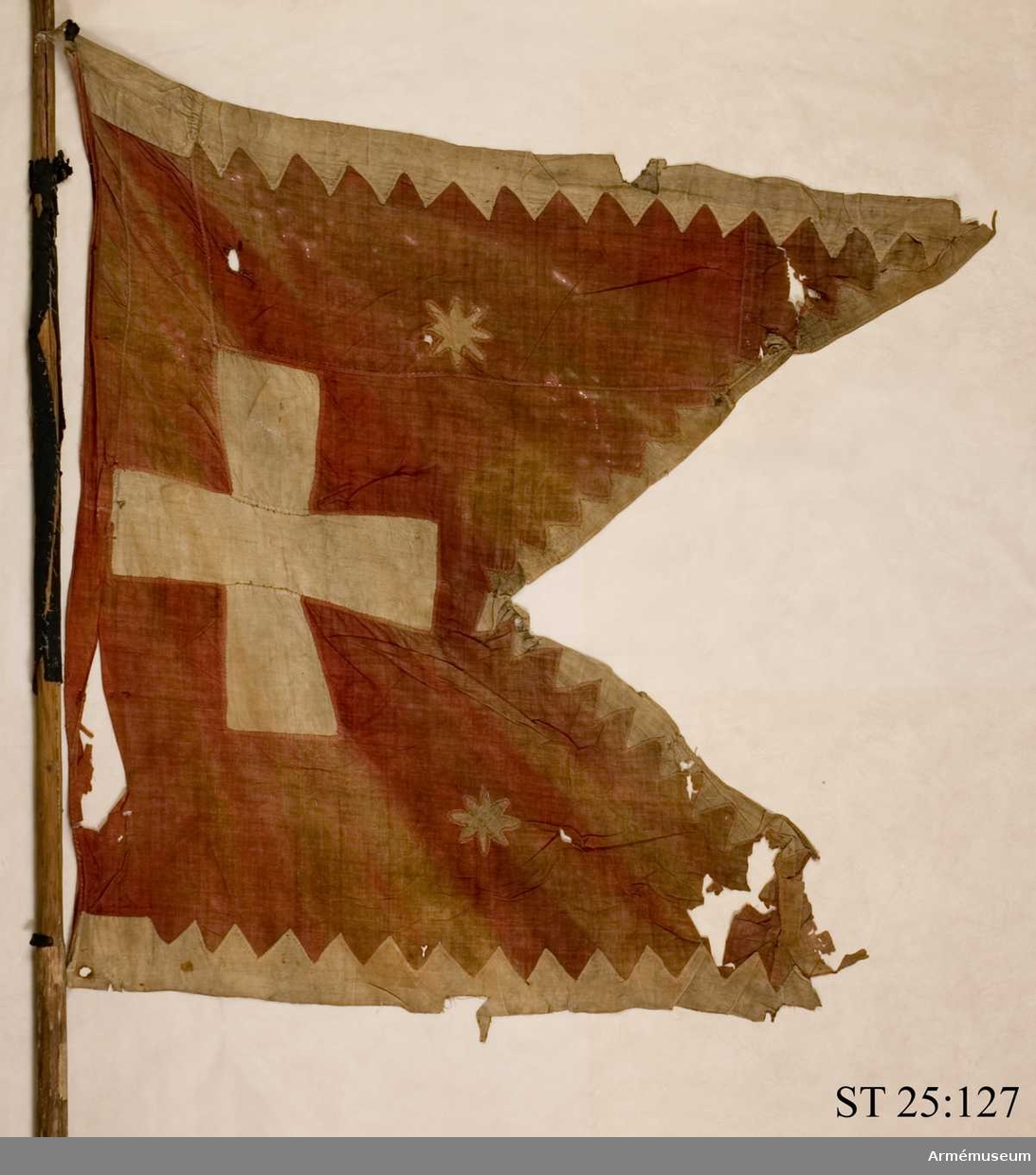
오래된 코사크 깃발

15세기 폴란드-리투아니아 연방 시대에 등장했다. 16세기, 17세기, 18세기에 정치적, 군사적 역량을 강화해 나가면서 폴란드-리투아니아 연방, 러시아 차르국, 크림 칸국의 세력에 저항해 나갔다. 특히 1648년부터 1657년까지 보흐단 흐멜니츠키가 폴란드-리투아니아 연방의 지배에 저항하면서 일으킨 흐멜니츠키 봉기는 자포로자 카자크의 군사적 영향력을 입증했다.
1649년부터 1764년까지 존재했던 자포로자 코자크 출신 지도자가 카자크 수장국의 수장을 역임했을 정도로 정치적 영향력을 입증했다. 18세기 말에 러시아 제국에 의해 해산된 뒤에는 쿠반강 유역에 정착했다.

## 같이 보기
- 크림 칸국
- 흐멜니츠키 봉기
- 슬로보다우크라이나